# Grande-Synthe
Grande-Synthe (francouzská výslovnost: [ɡʁɑ̃d sɛ̃t]; západovlámsky: Groot-Sinten) je obec v departementu Nord v regionu Nord-Pas-de-Calais v severní Francii.
Je to třetí největší předměstí města Dunkerk a leží západně od něj.

## Dějiny
V roce 1980 byla velká část Petite-Synthe odtržena od Dunkerku a zahrnuta do Grande-Synthe.

### Heraldika
|  | Blason erbu Grande-Synthe je: Azurový, zlatá lilie a na stříbrném podkladu černý lev v pohybu. |

## Populace
| Rok  | Pop.   | ± %       |
| ---- | ------ | --------- |
| 1793 | 482    | —         |
| 1800 | 451    | − 0,95 %  |
| 1806 | 512    | + 2,14 %  |
| 1821 | 598    | + 1,04 %  |
| 1831 | 1 000  | + 5,28 %  |
| 1836 | 1 108  | + 2,07 %  |
| 1841 | 1 170  | + 1,09 %  |
| 1846 | 1 260  | + 1,49 %  |
| 1851 | 1 292  | + 0,50 %  |
| 1856 | 1 510  | + 3,17 %  |
| 1861 | 1 572  | + 0,81 %  |
| 1866 | 1 739  | + 2,04 %  |
| 1872 | 724    | − 13,59 % |
| 1876 | 753    | + 0,99 %  |
| 1881 | 782    | + 0,76 %  |
| 1886 | 821    | + 0,98 %  |
| 1891 | 887    | + 1,56 %  |
| 1896 | 936    | + 1,08 %  |
| 1901 | 981    | + 0,94 %  |
| 1906 | 1 019  | + 0,76 %  |
| 1911 | 1 044  | + 0,49 %  |
| 1921 | 1 175  | + 1,19 %  |
| 1926 | 1 342  | + 2,69 %  |
| 1931 | 1 333  | − 0,13 %  |
| 1936 | 1 404  | + 1,04 %  |
| 1946 | 916    | − 4,18 %  |
| 1954 | 1 551  | + 6,80 %  |
| 1962 | 2 875  | + 8,02 %  |
| 1968 | 12 559 | + 27,86 % |
| 1975 | 24 250 | + 9,86 %  |
| 1982 | 26 231 | + 1,13 %  |
| 1990 | 24 362 | − 0,92 %  |
| 1999 | 23 247 | − 0,52 %  |
| 2007 | 21 428 | − 1,01 %  |
| 2012 | 21 166 | − 0,25 %  |
| 2017 | 22 966 | + 1,65 %  |

Zdroj: EHESS a INSEE (1968−2017)

## Politika

### Prezidentské volby 2. kolo
| Volby | Volby | Kandidát          | Strana     | %     |
| ----- | ----- | ----------------- | ---------- | ----- |
|       | 2017  | Emmanuel Macron   | En Marche! | 54,31 |
|       | 2012  | François Hollande | PS         | 70,86 |
|       | 2007  | Ségolène Royalová | PS         | 63,46 |
|       | 2002  | Jacques Chirac    | RPR        | 72,86 |

## Mezinárodní vztahy
Partnerským městem Grande-Synthe:
- Suwałki v Polsku

## Osobnosti
- Rémy Vercoutre, fotbalista
- Lucas Pouille, tenista

## Doprava
- Železniční stanice Gare de Grande-Synthe